# De Synodis
De Synodis, noto anche come De Synodis seu de fide orientalium, è un'opera di Ilario di Poitiers, dottore della Chiesa, scritta all'inizio del 359 in preparazione dei concili di Rimini e Seleucia; appartiene al gruppo delle sue opere dogmatiche.
L'opera, indirizzata ai vescovi della Gallia, della Germania e della Britannia, contiene importanti formule sinodali.